# Boutique Monaco
Boutique Monaco (en coreano: 부띠크모나코 ()) (conocida como Missing Matrix antes de construirse) es un rascacielos residencial de 117 metros y 27 pisos situado en el barrio de Seocho-gu de Seúl. Fue promovida por Bumwoo Co., Ltd. y diseñada por Minsuk Cho. Los cinco pisos inferiores albergan locales comerciales y los pisos superiores albergan apartamentos officetel, un tipo de apartamento tipo estudio en Corea. Alberga un total de 172 apartamentos.
Recibió el segundo premio de los Emporis Skyscraper Award en 2008 y un premio de los Seoul Architecture Award en 2009.

## Arquitectura
El edificio es conocido por sus 15 "espacios faltantes", que se dejaron vacíos intencionalmente para cumplir con el límite de superficie del sitio. Si el edificio hubiera sido diseñado como un simple cuadrado vertical, habría excedido el límite de proporción en un 10 por ciento.
Además de abordar la limitación de superficie, cada vacío contiene un "jardín vertical" que se puede contemplar desde el balcón del residente.

## Aparición en los medios

### Películas
- Hasta el cielo - Missing Matrix (Boutique Monaco), Seúl. Documental, Alemania, 2012. Una película de Sabine Pollmeier y Joachim Haupt, Producción: Parnass Film, ZDF, Arte, serie: Hasta el cielo.

### Televisión
- Boutique Monaco aparece en el episodio 14 de My Love from the Star.